# Station Kruszwica Wąskotorowa
Station Kruszwica Wąskotorowa is een spoorwegstation in de Poolse plaats Kruszwica.